# Teucholabis (Teucholabis) leonora
Teucholabis (Teucholabis) leonora is een tweevleugelige uit de familie steltmuggen (Limoniidae). De soort komt voor in het Neotropisch gebied.